# A Time to ...
A Time to..., en bokserie inom Star Trek: The Next Generation, utgiven av Pocket Books. Böckerna gestaltar tiden före Star Trek: Nemesis, innan delar av besättningen sprids ut över galaxen. Beverly Crusher flyttar till stjärnflottans medicinska enhet, William Riker skall få ett nytt skepp och Deanna Troi och Riker gifter sig.
De nio böckerna skall berätta en gemensam historia, men kan också läsas parvis tillsammans med den avslutande boken som sammanbinder alla. Samtliga böcker i serien gavs ut under 2004 och heter (författare inom parentes):
1. A Time to Be Born (John Vornholt)
2. A Time to Die (John Vornholt)
3. A Time to Sow (Dayton Ward)
4. A Time to Harvest (Dayton Ward)
5. A Time to Love (Robert Greenberger)
6. A Time to Hate (Robert Greenberger)
7. A Time to Kill (David Mack)
8. A Time to Heal (David Mack)
9. A Time for War, a Time for Peace (Keith R.A. DeCandido)